# 수성대학교
수성대학교(壽城大學校, Suseong University)는 대한민국 대구광역시 수성구에 있는 사립 전문대학이다. 학교법인 성요셉교육재단이 설립하여 운영하고 있다.

## 연혁
1973년 12월 19일, 학교법인 제남학원(현 학교법인 성요셉교육재단)에 의하여 제남간호전문학교가 설립되어 1974년 3월 1일에 개교하였다. 1979년 1월, 전문학교의 전문대학 개편 정책에 따라 신일여자전문대학으로 개편되었다. 1981년 3월, 여자학교에서 공학으로 개편하며, 신일실업전문대학으로 교명을 변경한다. 1990년 3월, 신일전문대학으로 교명을 변경했다. 1997년 3월, 대구산업전문대학으로 교명을 변경한다.
1998년 5월, 전문대학의 교명 규제 완화에 따라 대구산업정보대학으로 교명을 변경한다. 2012년 5월, 전문대학 교명 규제 완화에 따라 수성대학교로 교명을 변경하여 현재에 이르고 있다.

## 교육편제
수성대학교는 전문대학으로, 학부 과정만 편성되어 있다. 38개 학과를 편제하여 전문학사 학위 과정을 교수하며, 간호학과에 한하여 4년제 과정을 편제하고 학사 학위를 수여하고 있다.

## 해외 교류
수성대학교는 2019년 기준, 대한민국 교육부 산하 국립국제교육원의 '외국인 유학생 유치∙관리 실태조사'에서 하위 대학에 해당되어 외국인 학생 모집제한 권고대학에 선정된 바 있다.